# Quadrilatère de Chicago-Lambeth
Le Quadrilatère de Chicago-Lambeth, souvent appelé également Quadrilatère de Lambeth, est le socle doctrinal propre aux églises de confession anglicane. Il articule, en quatre points, les principes essentiels de la foi commune aux églises de la Communion anglicane et sert de base à leurs efforts de rapprochement œcuménique avec les autres confessions chrétiennes. Adopté d'abord en 1886 à Chicago par les évêques de l'Église épiscopalienne des États-Unis, il est proposé et adopté à la conférence de Lambeth suivante, en 1888.
L'objectif affiché est la réunion des églises séparées, et les quatre piliers sur lesquels il s'appuie sont
1. l'Écriture sainte, qui renferme tout ce qui est nécessaire au salut et forme le recours ultime en matière de foi ;
2. le symbole de Nicée-Constantinople, et le symbole des apôtres, qui en constituent des exposés suffisants ;
3. les sacrements institués par le Christ lui-même : baptême et eucharistie ;
4. l'épiscopat historique, adapté aux conditions locales[1].